# 1560-ті

## Події
- Усе десятиліття тривала Лівонська війна.
- У 1569 році підписанням Люблінської унії утворена Річ Посполита.
- У 1564 році закрито Лоршський монастир.

## Монархи
- Королева Англії Єлизавета I.
- Московський цар Іван Грозний.
- До 1564 року імператор Священної Римської імперії Фердинанд I, пізніше — Максиміліан II
- Король Польщі — Сигізмунд II Август.